# Кириков, Андрей Владиславович
Андрей Владиславович Кириков (род. 29 сентября 1975, Кемерово, СССР) — российский юрист и предприниматель, один из основателей холдинга «Сибирский цемент».

## Происхождение
Андрей Кириков родился 29 сентября 1975 в Кемерово.
Отец — Кириков Владислав Петрович — инженер-математик. Родился 23 февраля 1944 года в г. Березники, Пермской области. Мать — Кирикова Лидия Тимофеевна (Белозерова), родилась 21 июня 1946 года, в г. Тайга, Кемеровской области. Стала заслуженным врачом России, звание присвоено в 1997 году.
Дед по материнской линии — Белозеров Тимофей Георгиевич. Был горным инженером, участвовал в Великой Отечественной войне. Бабушка по материнской линии — Белозерова Ольга Васильевна — учительница химии и биологии в г. Вологда.
Дед по линии отца Кириков Павел Фёдорович был начальником ремонтно-сварочного цеха в г. Константиновка Донецкой области. Награждён орденами Трудового Красного Знамени и Знак Почёта. Бабушка Екатерина Николаевна была домохозяйкой. В конце 1930-х годов семья переехала на Урал в г. Березники, где начиналась всесоюзная стройка по возведению химкомбината.
Старшая сестра Андрея Елена Кирикова, как и их мать, стала врачом. Родственницей Кириковых является знаменитая фигуристка Ирина Роднина.

## Биография
В 1992 году окончил Кемеровскую среднюю общеобразовательную школу № 1 и поступил на юридический факультет Кемеровского государственного университета. Окончил его в 1997 году.
Летом 1995 года женился на своей бывшей однокласснице Алине Кайдориной, дружба с которой началась ещё во втором классе.
После окончания вуза продолжил начатую ещё в студенческие годы работу юрисконсультом в ОАО АКБ «Кузбасспромбанк».
В 1999 году занял должность юрисконсульта заместителя губернатора Кемеровской области по строительству, чуть позже — начальника отдела правового сопровождения блока заместителя губернатора Кемеровской области по доходам.
В течение 2000 года Андрей Кириков был директором по правовым и общим вопросам ОАО «Кузнецкий металлургический комбинат», а затем возглавил некоммерческую организацию «Коллегия адвокатов „Регионсервис“».
В 2002 году защитил в Институте международного права и экономики имени Грибоедова диссертацию на тему «Проблемы правового обеспечения предупреждения преступлений». Ему была присвоена степень кандидата юридических наук. В этой диссертации впервые в российском правоведении сформулировано и теоретически разработано понятие правового обеспечения предупреждения преступлений как одной из важных категорий криминологической науки. В заключении к диссертации Андрей Кириков отметил необходимость принятия основополагающего правового акта в данной области — федерального закона о предупреждении преступлений.
На протяжении 2004—2008 гг. Андрей Кириков был членом Совета директоров ОАО «Холдинговая Компания „Сибирский цемент“», а после увольнения занялся самостоятельной инвестиционной деятельностью.

## Юридическая и предпринимательская деятельность
Ещё будучи студентом в 1995 году Андрей Кириков поступил на должность юрисконсультом в ОАО АКБ «Кузбасспромбанк», где проработал до 1998 года. Опыт полученный в банковской работе, на государственной службе и «Кузнецком металлургическом комбинате» стал предпосылкой для создания в 2001 году некоммерческой организации «Коллегия адвокатов „Регионсервис“», которую Кириков возглавлял в течение 8 лет.
В 2004 году Андрей Кириков стал одним из трёх основателей, совладельцем и членом Совета директоров одной из крупнейших финансово-промышленных групп России — ОАО «Холдинговая Компания „Сибирский цемент“», основным направлением деятельности которой является производство и реализация цемента на территории Сибирского федерального округа. В этой должности Кириков работал до 2008 года.
После увольнения из компании Сибирский цемент вместе с её президентом и совладельцем Андреем Муравьёвым Андрей Кириков продал принадлежавшие ему 12 % акций компании. В дальнейшем новое руководство Сибирского цемента предъявило Кирикову судебный иск на сумму более 70 млн руб., утверждая что Кириков не вернул компании взятый у неё в 2007 году заём. СМИ относят истоки конфликта Сибирского цемента и бывших топ-менеджеров к разногласиям относительно крупной сделки по покупке турецкого подразделения Italcementi Group — Set Group стоимостью около 600 млн евро. Требования Сибирского цемента к Кирикову были отклонены Московским городским судом 24 января 2013 года.
Кириков предъявил иск к ОАО «ХК «Сибцем» о защите чести, достоинства и деловой репутации по поводу статьи «По признакам мошенничества возбуждено два уголовных дела, в которых фигурируют бывшие топ-менеджеры ОАО «ХК «Сибцем», размещённой на сайте организации. Арбитражный суд Кемеровской области отказал в удовлетворении иска.
С июня 2010 по настоящее время Андрей Кириков является членом Совета директоров УК «Меркури Кэпитал Траст», предоставляющей своим клиентам инвестиционные услуги. В 2008 году журнал «Финанс» оценил его состояние в 70 млн долларов США и поместил на 320 место в списке миллионеров России. На 2012 год Кириков числится в списке действующих адвокатов Кемеровской области.

## Семья и увлечения
У Андрея и Алины Кириковых двое сыновей — Игорь (1999) и Демьян (2007). Андрей Кириков увлекается охотой, дайвингом, боксом и горными лыжами, любит путешествовать.